# Emil Ábrányi
Emil Ábrányi (Budapest, 25 d'octubre de 1882 - 11 de febrer de 1970) fou un crític musical i compositor hongarès. Era fill del compositor del mateix nom, i net del també músic Kornél Ábrányi.
Feu sòlids estudis en diversos establiments i el 1911 aconseguí el càrrec de director d'orquestra de l'Òpera Reial de la seva ciutat nativa, lloc que desenvolupà durant molts anys i el 1920 en l'Òpera Nacional.
Entre les seves obres cal mencionar els drames lírics:
- A Ködkiraly (1903);
- Monna Vanna (1907);
- Paolo und Francesca (1912);
- Don Quixote (Budapest, 1917)[1]
- Ave María (1922)